# Voor Mama
Voor Mama is het debuutalbum van de Belgische band Wawadadakwa uit 2000. Het album bevat dansbare nummers met absurde titels en teksten als Koken met Rachida en Broodje Préparé.

## Tracklist
1. Magriet
2. Plas reial
3. Koken met Rachida
4. Doi moi
5. Clavana hub
6. Emilio
7. Gans de danspas
8. Bo l'éro voor Peggy
9. Suerte
10. Salsa galactica
11. Broodje Préparé
12. Tar babac + soukous numéro 1 la fête
13. Magriet baby

## Meewerkende muzikanten
- Muzikanten:
  - Simon Pleysier
  - Stefaan Blancke
  - Steven Van Gool (bas)
  - Winok Seresia
  - Kobe Proesmans